# Hư Trúc
Hư Trúc (Chữ Hán:虛竹) hoặc Hư Trúc Tử (Chữ Hán: 虛竹子) là một trong 3 nhân vật chính (cùng với Tiêu Phong và Đoàn Dự) của bộ tiểu thuyết Thiên Long Bát Bộ do Kim Dung sáng tác.

## Giới thiệu nhân vật
Hư Trúc là một hòa thượng chùa Thiếu Lâm. Ngoại hình xấu trai, mắt to mũi lớn, tai vểnh mồm rộng, trán dồ mi đậm, tướng mạo rất thô kệch nhưng tâm tính hiền lành, tốt bụng.
Hư Trúc đã vô tình giải được một bàn cờ vây tên gọi "Trân Long kỳ trận", 30 năm chưa ai giải được, vì thế nên đã được Vô Nhai Tử, chưởng môn của phái Tiêu Dao truyền 70 năm công lực cả đời của ông. Vô Nhai Tử muốn Hư Trúc dùng nội công của ông truyền cho đi giết Đinh Xuân Thu, nhưng Hư Trúc từ chối vì nghĩ mình là một hòa thượng, không thể giết người bừa bãi. Sau đó, ông truyền chức chưởng môn nhân và giao thiết chỉ hoàn cho Hư Trúc, nhưng Hư Trúc không dám nhận và cũng không muốn gia nhập môn phái khác do đã là đệ tử của Thiếu Lâm. Sau khi truyền hết công lực của mình cho Hư Trúc, Vô Nhai Tử qua đời. Sau này, vì lòng nhân từ Hư Trúc đã giải cứu 1 cô bé từ Quần Tiên Đại hội mà không biết đó chính là Thiên Sơn Đồng Lão khét tiếng tàn ác. Được Đồng Lão cưỡng ép học võ công thượng thừa, học phép thi triển và hoá giải Sinh Tử Phù và cũng bị ép phá rất nhiều giới. Thiên Sơn Đồng Lão bắt Hư Trúc mang đến hầm chứa nước đá của nước Tây Hạ nhằm trốn tránh Lý Thu Thủy, Hư Trúc bị Đồng Lão bắt ép phá sắc giới, quan hệ tình dục với 1 cô gái không rõ mặt mà chàng đặt tên là Mộng Cô - thực ra là công chúa Ngân Xuyên của nước Tây Hạ. Sau này trong trận chiến giữa Thiên Sơn Đồng Lão và Lý Thu Thủy, cả hai cùng chết do kiệt sức trong trận chiến, Hư Trúc được Thiên Sơn Đồng Lão trước khi chết truyền ngôi chủ nhân Linh Thứu Cung, đồng thời nhận được một phần nội lực của cả sư bá Đồng Lão và sư thúc Thu Thủy. Cộng với nội lực trước đây của Vô Nhai Tử, vậy là Hư Trúc có nội lực của cả ba đại cao thủ phái Tiêu Dao.
Do biết phép phá giải Sinh Tử Phù nên Hư Trúc đã cứu Người của 36 Động chủ, 72 Đảo chủ bị Đồng Lão khống chế, trở thành chủ nhân thật sự trong lòng 108 vị này.

## Trở lại Thiếu Lâm tự
Sau này quay lại Thiếu Lâm, Hư Trúc dùng võ công bảo vệ chùa trước Cưu Ma Trí, cùng Tiêu Phong, Đoàn Dự chung lưng kháng địch, đại hiển thần oai, đánh bại Tinh Tú Lão Quái Đinh Xuân Thu, thanh lý môn hộ. Hư Trúc nhận mặt cha mẹ trong tình huống bất ngờ và vô cùng thê thảm. Nhận cha mẹ chưa được bao lâu thì gặp bất trắc, cha Hư Trúc là Huyền Từ - phương trượng chùa Thiếu Lâm, mẹ là người thứ hai trong Tứ Đại Ác Nhân - Vô Ác Bất Tác Diệp Nhị Nương.
Huyền Từ phương trượng tư tình với Diệp Nhị Nương nên tự nhận phạt 200 trượng, sau đó tự chấn đứt kinh mạch mà chết (đây là một hành động anh hùng, vì nếu đã có ý tự vẫn thì không cần đợi phải chịu xong 200 trượng), còn Diệp Nhị Nương thấy Huyền Từ phương trượng chết cũng tự tử theo. Đáng thương thay, Hư Trúc trong một ngày gặp lại được cha mẹ, lại trong ngày đó mất cả cha lẫn mẹ. Hư Trúc sau đó bị trục xuất khỏi Thiếu Lâm (vì phạm quá nhiều giới), anh cùng Đoàn Dự sang Tây Hạ để công chúa Ngân Xuyên tuyển chọn phò mã, không ngờ cơ duyên xảo diệu, lại gặp người tình trong mộng của mình, kết đôi vui vầy.
Hư Trúc học Hàng Long Thập Bát Chưởng và Đả Cẩu Bổng Pháp từ Tiêu Phong và nhận nhiệm vụ chân truyền lại 2 môn võ này cho bang chủ kế tiếp của Cái Bang.

## Đánh giá chung
Xét về võ công có thể nói Hư Trúc là một trong những nhân vật có võ công cao nhất trong Thiên Long Bát Bộ vì chàng tiếp nhận nội công thâm hậu của ba cao thủ là Vô Nhai Tử, Thiên Sơn Đồng Lão và Lý Thu Thủy, nội công của họ đều có nguồn gốc từ Tiêu Dao phái. Mặc dù xuất thân là một người có võ công kém cỏi nhưng sau bước đường phiêu lưu với rất nhiều kỳ duyên, vị hòa thượng này chẳng những có được một thân võ công thượng thừa, nắm giữ nhiều quyền lực mà còn phát hiện lai lịch không hề đơn giản của mình.

## Trong Phim ảnh
- 1982: Huỳnh Nhật Hoa
- 1997: Phàn Thiếu Hoàng
- 1991: Quan Lễ Kiệt
- 2003: Cao Hổ
- 2013: Hàn Đống